# Carmela Soprano

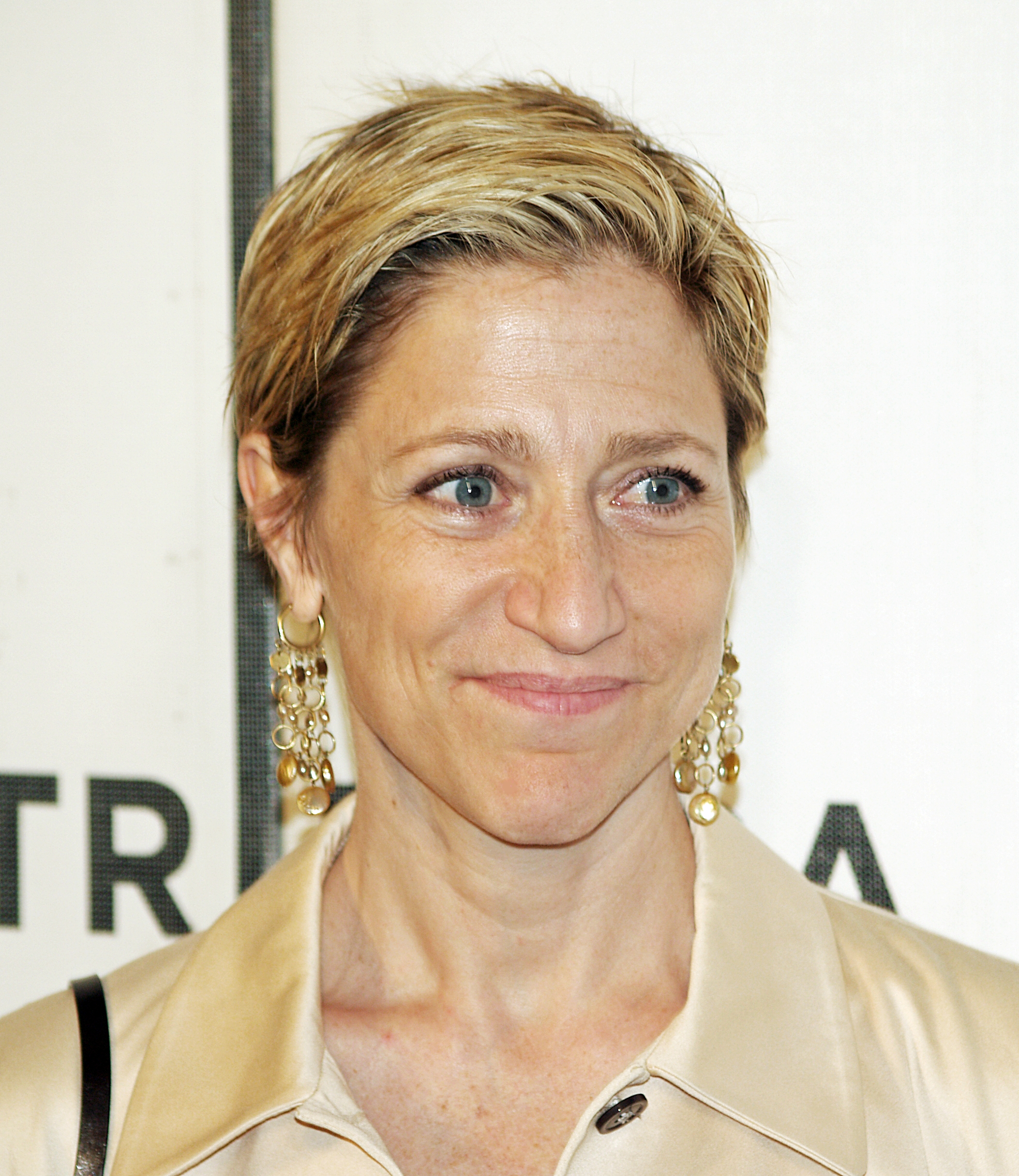
Carmela Soprano

Carmela Soprano (născută DeAngelis, cca. 1961), interpretată de Edie Falco, este un personaj fictiv în seria televizată distribuită de HBO, Clanul Soprano. Este soția șefului mafiot Tony Soprano, fiind cel mai important personaj feminin al producției. Vocea ei, atunci când Tony este în comă, este asigurată de Wendy Kamenoff.